# Alois Kälin
Alois Kälin (Einsiedeln, 13 aprile 1939) è un ex sciatore nordico svizzero attivo nello sci di fondo e nella combinata nordica.
È fratello dello sciatore alpino Stefan, a sua volta atleta di alto livello.

## Biografia
Alois Kälin, soprannominato "Wisel", ha partecipato ai IX Giochi olimpici invernali di Innsbruck 1964, nelle gare di combinata nordica, 50 km di fondo e staffetta 4x10 km di fondo. Ha partecipato alle stesse gare anche alle successive Olimpiadi di Grenoble 1968, conquistando la medaglia d'argento nella combinata nordica. Nell'edizione di Sapporo 1972 ha partecipato alla 15 km di fondo, alla 30 km di fondo e della staffetta 4x10km di fondo, conquistando la medaglia di bronzo in quest'ultima gara.
Ha vinto anche la medaglia di bronzo ai Mondiali del 1966 nella combinata nordica.
Kälin è stato il primo atleta svizzero a vincere una medaglia olimpica nello sci nordico, l'11 febbraio 1968, quattro giorni prima che il connazionale Josef Haas conquistasse la medaglia di bronzo nella 50 km di fondo.

## Palmarès

### Combinata nordica

#### Olimpiadi
- 1 medaglia, valida anche a fini iridati:
  - 1 argento (individuale a Grenoble 1968)

#### Mondiali
- 1 medaglia, oltre a quella conquistata in sede olimpica e valida anche a fini iridati:
  - 1 bronzo (individuale a Oslo 1966)

### Sci di fondo

#### Olimpiadi
- 1 medaglia, valida anche a fini iridati:
  - 1 bronzo (staffetta a Sapporo 1972)